# Плодоїд золотоволий
Плодоїд золотоволий (Pipreola aureopectus) — вид горобцеподібних птахів родини котингових (Cotingidae). Мешкає в Колумбії і Венесуелі.

## Опис
Довжина птаха становить 16,5-17,5 см. Виду притаманний статевий диморфізм. Верхня частина тіла зелена, обличчя і підборіддя чорнуваті. Третьорядні покривні пера крил мають білі кінчики. Горло і верхня частина грудей яскраво-жовті, живіт лимонно-жовтий з зеленими смужками на боках. У самиць верхня частина тіла яскраво-зелена, третьорядні покривні пера крил мають білі кінчики, нижня частина тіла жовта, сильно поцяткована зеленими смужками. Райдужки жовті, дзьоб оранжевий, лапи сірувато-зелені.

## Підвиди
Виділяють три підвиди:
- P. a. decora Bangs, 1899 — гірський масив Сьєрра-Невада-де-Санта-Марта на північному сході Колумбії;
- P. a. festiva (Todd, 1912) — гори Прибережного хребта на півночі Венесуели (від Карабобо до Арагуа);
- P. a. aureopectus (Lafresnaye, 1843) — Анди в Колумбії і західній Венесуелі (Кордильєра-де-Мерида), гори Сьєрра-де-Періха на кордоні Колумбії і Венесуели.

## Поширення і екологія
Золотоволі плодоїди живуть в нижньому і середньому ярусах вологих гірських тропічних лісів, на узліссях і тінистих кавових плантаціях. Зустрічаються поодинці або парами, на висоті від 800 до 3100 м над рівнем моря. Іноді приєднуються до змішаних зграй птахів. Живляться плодами.